# Fratelli Benvenuti
Pour les articles homonymes, voir Benvenuti.
Fratelli Benvenuti est une série télévisée italienne qui se déroule au centre commercial La Corte Lombarda à Bellinzago Lombardo.
La série a fait l'objet d'une seule saison et 12 épisodes d'une durée d'environ 40-60 minutes diffusés sur Canale 5 et Rete 4 du 21 mars au 3 août 2010.

## Synopsis
Lorenzo Benvenuti (Massimo Boldi), propriétaire d'une épicerie fine avec sa sœur Teresa (Barbara De Rossi) et son frère Claudio (Enzo Salvi), a dû déménager dans un nouveau centre commercial avec tous les avatars et événements associés.

## Distribution
- Fathy El Gharbawy : père Krishna
- Massimo Boldi : Lorenzo
- Barbara De Rossi : Teresa
- Enzo Salvi : Claudio
- Elisabetta Canalis : Krishna
- Massimo Ciavarro : Angelo
- Gea Lionello : Elvira
- Loredana De Nardis : Lara
- Lucrezia Piaggio : Giorgia
- Davide Silvestri : Renato
- I Fichi d'India : Louis et Jean
- Gisella Sofio : la comtesse
- Paolo Ferrari : Pericle
- Elisabetta Gregoraci : Chiara
- Gloria Guida : Doris
- Nina Torresi : Camilla
- Valerio Morigi : Luca
- Valeria Graci : Maria
- Manuela Boldi : Grazia
- Eleonora Gaggioli : Angela
- David Sebasti : Paolo
- Lorenzo Vavassori : Pippo
- Charlie Gnocchi : Primo
- Alessandro Sampaoli : Raffaello